# Festival TV de Luchon
Le Festival TV de Luchon, ou Festival des créations télévisuelles de Luchon, est un festival de télévision créé en 1999, récompensant les productions télévisuelles de fictions françaises. Il se déroule chaque année en février, à Bagnères-de-Luchon et récompense des fictions unitaires, séries, mini-séries, documentaires, programmes courts, séries numériques, webséries et webdocumentaires.

## Historique
Ce festival du film de télévision, créé en 1999, promeut les productions audiovisuelles de fictions françaises.
En 2025, le festival devient le Luchon Festival fictions et documentaires.

## Prix décernés
- Pyrénées d'or
- Prix d'interprétation masculine
- Prix d'interprétation féminine
- Prix du meilleur espoir masculin
- Prix du meilleur espoir féminin
- Prix du meilleur réalisateur
- Prix du meilleur scénario
- Prix de la meilleure musique originale
- Prix de la meilleure photographie
- Prix de la meilleure œuvre transmedia
- Prix de la meilleure webfiction
- Prix du meilleur unitaire ou mini-série
- Prix de la meilleure série
- Prix de la meilleure fiction espagnole
- Prix du meilleur pilote

## Éditions

### 1999
Le président de la 1re édition du festival est Didier Kaminka.

### Années 2000

#### 2000
Le président de la 2e édition du festival est Edouard Molinaro. Le jury est composé de Adeline Blondieau...
- Grand Prix : Ces forces obscures qui nous gouvernent d'Olivier Doran

#### 2001
Le président de la 3e édition du festival est Pierre Grimblat.
- Grand Prix de la fiction : Le Bon Fils d'Irène Jouannet

#### 2002
Le jury de la 4e édition est présidé par Claude Miller et se compose de Virginie Lemoine, Valérie Mairesse, Isabel Otero, Lisa Martino, Bruno Wolkowitch, Christian Rauth, Cyril Morin et Jean-François Lepetit.
- Grand Prix de la fiction : Brève Traversée de Catherine Breillat (Arte)  et Les P'tits Lucas de Dominique Ladoge (M6)
- Grand Prix de la meilleure comédie : Mère, fille : Mode d'emploi (M6)
- Prix du meilleur court-métrage : À tes amours d'Olivier Peyon

#### 2003
Le jury de la 5e édition est présidé par Josée Dayan et se compose de Évelyne Bouix, Florence Darel, Catherine Jacob, Valérie Kaprisky, Pascal Légitimus, Claire Nebout, Marianne James, Dominique Besnehard, Christian Charret, Lorraine Lévy et Laurent Petitgirard.
- Grand Prix de la fiction : Une preuve d'amour de Bernard Stora (France 2)
- Grand Prix de la meilleure comédie : Fragile de Jean-Louis Milesi (France 3)

#### 2004
Le jury de la 6e édition est présidé par Francis Huster et se compose de Marie-Christine Barrault, Marine Delterme, Roland Giraud, Ludmila Mikaël, Aladin Reibel, Delphine Rich , Jacques Spiesser et Angélique Nachon.
- Grand Prix de la fiction : Quelques jours entre nous de Virginie Sauveur
- Grand Prix du Jury : La Nourrice de Renaud Bertrand et Claude Scasso (France 3)

#### 2005
Le jury de la 7e édition est présidé par Vincent Pérez et se compose de Shirley Bousquet, Cyrielle Clair, Mouss Diouf, Marie Fugain, Joëlle Goron, Bruno Madinier, Laure Marsac, Firmine Richard et Daniel Russo.
- Grand Prix de la fiction :  Dans la tête du tueur de Claude-Michel Rome avec Bernard Giraudeau et Thierry Frémont qui ont reçu le prix d'interprétation masculine.
- Grand Prix de la meilleure série :  Clara Sheller de Renaud Bertrand
- Prix spécial du jury et prix du meilleur scénario : Un amour à taire de Christian Faure.

#### 2006
Le jury de la 8e édition est présidé par Tchéky Karyo et se compose de Alexandre Astier (comédien, auteur, réalisateur), Anne Caillon (comédienne), Pascal Fontanille (scénariste), Jacques Malaterre (réalisateur), François Marthouret (comédien), Florence Pernel (Comédienne), Antoine Perset (producteur) et Lissa Pillu (productrice).
- Grand Prix de la fiction :  Le Temps de la désobéissance de Patrick Volson (France 2)
- Grand Prix de la meilleure série :  Les Bleus, premiers pas dans la police  d'Alain Tasma (M6)
- Grand Prix de la Mini-Série :  L'Empire du Tigre de Gérard Marx (TF1)
- Prix de la Comédie :  Les enfants, j'adore ! de Didier Albert (TF1)

#### 2007
Le jury de la 9e édition est présidé par Véronique Genest et se compose de Laurence Bachman (productrice), Yannis Baraban (comédien), Jean Benguigui (comédien), Michèle Bernier (comédienne), Renaud Bertrand (réalisateur), Jean-Pierre Dusséaux (producteur), Bernard Grimaldi (compositeur), Laurence Katrian (réalisatrice), Catherine Ramberg (scénariste), Carole Richert (comédienne), et Boris Terral (comédien).
- Grand Prix de la fiction unitaire : Marie Humbert, le secret d'une mère de Marc Angelo (TF1)
- Grand Prix de la mini-série : Passés troubles de Serge Meynard (France 2)
- Grand Prix de la série :  Élodie Bradford, épisode Une femme à la mer, réalisé par Olivier Guignard, (M6)
- Prix du policier/thriller : Les Oubliées, épisode 1, réalisé par Hervé Hadmar (France 3)
- Prix de la comédie : Bac +70 de Laurent Lévy (TF1)

#### 2008
Le jury de la 10e édition est présidé par Pierre Mondy et se compose de Yvon Back (comédien), Luc Beraud (réalisateur et scénariste), Dominique Besnehard (producteur et comédien), Anne Landois (scénariste), Charline De Lépine (productrice), Daniela Lumbroso (présentatrice, productrice et scénariste), Alex Jaffray (compositeur), Anne Richard (comédienne), France Zobda (comédienne).
- Grand Prix de la fiction unitaire : Le Septième Juré  d'Édouard Niermans (France 2)
- Grand Prix de la mini-série : A.D. La guerre de l'ombre de Laurence Katrian (TF1)
- Grand Prix de la série :  Merci, les enfants vont bien de Stéphane Clavier (M6)
- Prix de la réalisation : Papillon noir de Christian Faure (TF1)

#### 2009
Le jury de la 11e édition est présidé par Claude Lelouch et se compose de Mireille Darc, Pascal Légitimus, Jean-Pierre Guérin, Jennifer Lauret, Marc Rivière, Bruno Wolkowitch
Un hommage a été rendu à Roger Hanin qui a confirmé sa cessation d'activité cinématographique (pour se tourner vers l'écriture) ; sa dernière prestation sera une apparition dans un Navarro avec l'équipe de La Brigade Navarro. On notait donc la présence de Viktor Lazlo (Commissaire, remplaçante de Navarro), et de Filip Nikolic (inspecteur). 
Parmi les douze téléfilms en compétition (œuvres françaises et espagnoles), le public a apprécié les deux épisodes de Clara, retraçant la vie de Madame Servan-Schreiber (période 1910/1946), épisodes qui seront diffusés en septembre 2009. Notons enfin la venue des Chevaliers du fiel, duo humoristique toulousain (hors compétition).
- Pyrénées d'or : Adieu de Gaulle, adieu de Laurent Herbiet (Canal+)
- Pyrénées d'argent : La Reine morte de Pierre Boutron (France 2)
- Grand Prix de la série : Fais pas ci, fais pas ça de Pascal Chaumeil (France 2)
- Prix de la réalisation : Jean-Claude Grumberg pour Les Livres qui tuent

### Années 2010

#### 2010
Le Festival des créations télévisuelles s'est déroulé du 3 au 7 février 2010. Sans oublier les « coups de projecteur » vers les films espagnols, signalons la prestation de Michel Galabru dans le théâtre à l'Italienne du casino (avec le film À deux c'est plus facile) et la présence des comédiens de la série PJ (dont Bruno Wolkowitch).
Le jury de la 12e édition est présidé par Claude Chabrol et se compose de Smaïn, Liane Foly, Françoise Menidrey, Carole Richert, Alain Tasma et Bertrand Burgalat.
De nombreux téléfilms étaient en compétition, dont Famille décomposée de Claude d'Anna avec Ginette Garcin, Chateaubriand avec Armelle Deutsch, La Marquise des ombres d'Édouard Niermans avec Anne Parillaud, les séries Marion Mazzano et Les Invincibles, le thriller Obsession(s) avec Samuel Le Bihan et Émilie Dequenne, Le Roi, l'Écureuil et la Couleuvre de Laurent Heynemann avec Lorànt Deutsch ou encore Les Mensonges de Fabrice Cazeneuve avec Marilyne Canto.
- Pyrénées d'or : La Tueuse de Rodolphe Tissot (Arte)
- Prix d'interprétation féminine : Adrienne Pauly dans La Tueuse (Arte)
- Prix d'interprétation masculine : Julien Baumgartner, Dimitri Storoge, Pascal Cervo et Antoine Hamel dans 4 garçons dans la nuit (France 2)
- Prix du scénario : Didier Decoin pour Le Roi, l'Écureuil et la Couleuvre (France 2)
- Prix du public : Fais danser la poussière de Christian Faure (France 2)

#### 2011
Le Festival des créations télévisuelles s'est déroulé du 9 au 13 février 2011 pour sa 13e édition. De nombreux téléfilms étaient en compétition, principalement diffusés sur France 2 et France 3.
Le jury de la 13e édition est présidé par Zabou Breitman et se compose de Joëlle Goron, Catherine Jacob (comédienne), Philippe Kelly, Mathias Gokalp, Gilles Galud et Denys Granier-Deferre.
- Pyrénées d'or : Joseph l'insoumis de Caroline Glorion (France 3)
- Prix d'interprétation féminine : Anne Consigny dans E-Love (Arte)
- Prix d'interprétation masculine : Jacques Perrin dans Louis XI, le pouvoir fracassé (France 3)
- Prix du scénario : Pierre Aknine et Gérard Walraevens pour Mort d'un président (France 3)
- Prix du public : Joseph l'insoumis de Caroline Glorion (France 3)
- Prix du public (format court) : Scènes de ménages (M6)
- Prix du meilleur court-métrage : Je vous prie de sortir de Valérie Théodore (Orange Cinéma Séries)

#### 2012
Le jury de la 14e édition est présidé par Arielle Dombasle.
- Pyrénées d'or de la meilleure fiction unitaire : Crapuleuses de Magaly Richard-Serrano (France 2)
- Pyrénées d'or de la meilleure série ou mini-série : Caïn de Bertrand Arthuys (France 2)
- Prix d'interprétation féminine : Pascale Arbillot dans Bankable de Mona Achache (Arte)
- Prix d'interprétation masculine : Hubert Saint-Macary dans La Danse de l'Albatros de Nathan Miller (France 3) et mention spéciale à Erwan Creignou pour Tout est bon dans le cochon (France 3)
- Prix du scénario : Virginie Wagon pour Clara s'en va mourir (Arte)
- Prix du public : Yann Piat, chronique d'un assassinat d'Antoine de Caunes (Canal+)
- Prix du public (format court) : Homme femme faits divers
- Prix de la meilleure musique originale : Camille Adrien pour Bankable de Mona Achache (Arte)

#### 2013
Le jury de la 15e édition est présidé par Macha Méril.
- Pyrénées d'or de la meilleure fiction unitaire : Le Métis de Dieu de Ilan Duran Cohen (Arte)
- Pyrénées d'or de la meilleure série ou mini-série : 
  - Les Petits Meurtres d'Agatha Christie d'Éric Woreth, épisode Jeux de glaces (France 2)
  - Lazy Company de Samuel Bodin (OCS Max)
- Prix d'interprétation féminine : Aïssa Maïga dans Mortel été de Denis Malleval (France 2)
- Prix d'interprétation masculine : Didier Bourdon dans 15 jours ailleurs de Didier Bivel (France 2)
- Prix du meilleur espoir féminin : Judith Chemla dans 15 jours ailleurs de Didier Bivel (France 2)
- Prix du meilleur espoir masculin : Yaël Mayat dans Kanak, l’histoire oubliée de Stéphane Kappes (France 2)
- Prix du meilleur réalisateur : Sébastien Grall pour Surveillance (France 2)
- Prix du meilleur scénario :
  - La Dernière Campagne de Bernard Stora, Sonia Moyersoen avec la collaboration de Françoise Fressoz et de Pascale Robert-Diard (France 2)
  - Le Silence des églises de Thierry Debroux (France 2)
- Prix de la meilleure musique originale : Stéphane Moucha pour Le Silence des églises (France 2)
- Prix de la meilleure photographie : Laurent Brunet pour Chambre noire (France 2)
- Prix du public de la série : Nicolas Le Floch (France 2)
- Prix du public du téléfilm : Le Silence des églises d'Edwin Baily (France 2)

#### 2014
Le Festival des créations télévisuelles s'est déroulé du 12 au 16 février 2014.
Le jury de la 16e édition est présidé par Patrick Poivre d'Arvor et se compose d'Alix Poisson (Comédienne), Fanny Cottençon (Comédienne), Jean-Baptiste Leclere (Producteur), Laura Favali (Comédienne), Marc Angelo (réalisateur), Marie Kremer (comédienne), Nicolas Jorelle (compositeur), Gérard Carré (scénariste).
- Pyrénées d'or de la meilleure fiction unitaire ou mini-série : Des fleurs pour Algernon d'Yves Angelo (Arte)
- Pyrénées d'or de la meilleure série : In America d'Alexis Charrier (OCS)
- Prix d'interprétation féminine : Dominique Reymond pour Marie Curie, une femme sur le front d'Alain Brunard (France 2)
- Prix d'interprétation masculine : Grégory Gadebois pour Des fleurs pour Algernon d'Yves Angelo (Arte)
- Prix du meilleur espoir féminin : Lola Dewaere pour Ligne de mire de Nicolas Herdt (France 2)
- Prix du meilleur espoir masculin : Alexandre Styker pour Belinda et moi de Thierry Binisti (France 3) et Théo Frilet dans Ceux de 14 d'Olivier Schatzky
- Prix du meilleur réalisateur : Dante Desarthe pour Le Système de Ponzi (Arte)
- Prix du meilleur scénario : Émilie Deleuze et Laurent Guyot pour Tout est permis d'Émilie Deleuze
- Prix de la meilleure musique originale : Renaud Garcia-Fons pour Le premier été de Marion Sarraut (France 3)
- Prix de la meilleure photographie : Bruno Privat pour Ceux de 14 et Dominique Colin pour Le Système de Ponzi
- Prix de la meilleure œuvre transmedia : Intime conviction de Rémy Burkel (Arte)
- Prix de la meilleure webfiction : J'aime mon job de Vincent Ooghe, Samir Abdessaied et Djiby Badiane, Yaré Yaré prod
- Mention spéciale : Les Impitchables de Henri Debeurme et Ami Cohen
- Prix du meilleur unitaire, Mini-série attribué par le public en salle : Marie Curie, une femme sur le front d'Alain Brunard (France 2)
- Prix de la meilleure série attribué par le public en salle : Section de recherche d'Éric Le Roux (TF1)
- Prix de la meilleure fiction espagnole : Cuentame un cuento de Miguel Ángel Vivas
- Prix du meilleur pilote : Fais-toi plaisir de Simon Astier
- Prix Isabelle Nataf : Meilleur unitaire, Prix attribué par les journalistes présents au Festival : Des fleurs pour Algernon d'Yves Angelo

#### 2015
Le Festival des créations télévisuelles s'est déroulé du 4 au 8 février 2015.
Le jury de la 17e édition est présidé par Pascal Thomas et se compose de Catherine Arditi (actrice), Dan Franck (scénariste), David Kodsi (producteur), Eric Laugerias (acteur), Sofia Essaïdi (comédienne et chanteuse), Sophie Le Tellier (comédienne), Stéphane Zidi (compositeur), Thierry Binisti (réalisateur)
- Pyrénées d'or de la meilleure fiction unitaire ou mini-série : 
  - Les Fusillés de Philippe Triboit (France 3)
  - Les Heures souterraines de Philippe Harel (Arte)
- Pyrénées d'or de la meilleure série : Intrusion de Xavier Palud (Arte)
- Prix d'interprétation féminine : Marie-Sophie Ferdane pour Les Heures souterraines de Philippe Harel (Arte)
- Prix d'interprétation masculine : Bernard Campan pour La Boule noire de Denis Malleval  (France 3)
- Prix du meilleur espoir féminin : 
  - Sarah Adler pour La Vie des bêtes d'Orso Miret (Arte)
  - Pénélope Rose Lévèque pour En immersion de Philippe Haïm (Arte)
- Prix du meilleur espoir masculin : 
  - Hugo Becker dans Chefs (France 2)
  - Victor Viel dans En immersion de Philippe Haïm (Arte)
- Prix du meilleur réalisateur : Denis Malleval pour La Boule noire (France 3)
- Prix du meilleur scénario : Lorraine Lévy et Didier Lacoste pour Les Yeux ouverts (France 2)
- Prix de la meilleure musique originale : Nicolas Jorelle pour La permission de Philippe Niang (France 3)
- Prix de la meilleure photographie : Pierre Milon pour Deux d'Anne Villacèque (Arte)
- Pyrénées d’Or du meilleur documentaire par le jury documentaire : Un baptême de feu de Jérôme Clément-Wilz (France 4)
- Prix de la meilleure série attribué par le public en salle : Les Fusillés de Philippe Triboit (France 3)
- Prix de la Meilleure Série / Mini-Série par le public en salle : Chefs (France 2)
- Pyrénées d’Or du Meilleur Programme Court TV par le public en salle : Dans la tête des gens de Guilhem Connac
- Prix du Meilleur Documentaire par le public en salle : Le Papa des poissons d'Anthony Martin (France 3)
- Prix de la Meilleure WEBsérie : En passant pécho de Ken&Ryu
- Meilleur unitaire, Prix attribué par les journalistes présents au Festival : Arletty, une passion coupable d'Arnaud Sélignac (France 2)

#### 2016
Le jury de la 18e édition est présidé par Clémentine Célarié et se compose d'Anne Loiret (comédienne), Camélia Jordana (chanteuse et comédienne), Claire Keim (comédienne), Eric Demarsan (compositeur), Frédéric Diefenthal (comédien), Jacques Fansten (réalisateur, scénariste, producteur), Jean Nainchrik (producteur), Vincent Poymiro (scénariste).
- Pyrénées d'or de la meilleure fiction unitaire ou mini-série : Les pieds dans le tapis de Nader Takmil Homayoun (Arte)
- Pyrénées d'or de la meilleure série : Accusé de Laurent Vivier (France 2)
- Prix d'interprétation féminine : Golab Adineh dans  Les pieds dans le tapis
- Prix d'interprétation masculine : Denis Podalydès dans Le Passe-muraille de Dante Desarthe (Arte)
- Prix du meilleur espoir féminin : Éva Lallier dans Le choix de Cheyenne de Jean-Marc Brondolo
  - Mention spéciale : Noémie Merlant, Roxane Bret, Camille Aguilar et Nastasia Caruge dans Elles... Les filles du Plessis de Bénédicte Delmas
- Prix du meilleur espoir masculin : Théo Cholbi dans Le choix de Cheyenne
- Prix du meilleur réalisateur :  Nader Takmil Homayoun pour Les pieds dans le tapis
  - Mention spéciale : Jean-Marc Brondolo dans  Le choix de Cheyenne (France 3)
- Prix du meilleur scénario : Philippe Blasband et Nader Takmil Homayoun  pour Les pieds dans le tapis
- Prix de la meilleure musique originale : Christophe Julien  pour Les pieds dans le tapis
- Prix de la meilleure photographie : Dominique Colin dans Le passe-muraille
- Pyrénées d’Or du meilleur documentaire par le jury documentaire : Avec le sang des hommes de Raphaël Girardot et Vincent Gaullier (Arte)
  - Mentions spéciales du jury :
    - Festins imaginaires d'Anne Georget (Planète+)
    - Quand j'avais 6 ans, j'ai tué un dragon de Bruno Romy (France 2)
- Prix de l'innovation : Wei or Die de Simon Bouisson (Cinétévé · France Télévision Nouvelles Écritures)
- Prix du public du meilleur documentaire : T4, un médecin sous le nazisme de Catherine Berstein (France 3)
- Prix du public de la meilleure série, mini-série ou collection : La loi d'Alexandre « Le portrait de sa mère » de Philippe Vénault (France 3)
- Prix du public de la meilleure fiction unitaire : Elles... Les filles du Plessis de Bénédicte Delmas (France 3)
- Prix de la meilleure Web-série comédie : Reboot de Davy Mourier (France 4)
- Prix de la meilleure Web-série drame : Osmosis la série, n'ayez plus peur d'aimer de William, Luis et Gabriel Chiche (Arte)
- Prix de la meilleure fiction espagnole : Vis-à-vis de Jesús Colmenar, Jesús Rodrigo et Sandra Gallego (Antena 3)
- Prix de la critique Isabelle Nataf : Baisers cachés de Didier Bivel (France 2)
- Prix des lycéens - meilleure Web-série comédie : Kestuf' de François Dufour et Jeff Le Bars (Arte)

#### 2017
Le Festival des créations télévisuelles s'est déroulé du 1er au 5 février 2017.
Le jury de la 19e édition est présidé par Olivier Marchal et se compose de Julie Debazac (comédienne), Bénédicte Delmas (comédienne), Hamid Hliqua (scénariste), Jean Labib (producteur et réalisateur), Lucie Lucas (comédienne), Michaël Youn (acteur), Cristiana Reali (comédienne), Nathaniel Mechaly (compositeur).
- Pyrénées d’or de la meilleure fiction unitaire : La Bête curieuse de Laurent Perreau (Arte)
- Pyrénées d’or de la meilleure série / mini-série / collection : Manon 20 ans de Jean-Xavier de Lestrade (Arte)
- Pyrénées d’or du meilleur programme court TV : Serge le Mytho de Bruno Muschio et Kyan Khojandi (Canal +)
- Prix de la meilleure interprétation féminine : Alba Gaïa Bellugi dans Manon 20 ans (Arte)
- Prix de la meilleure interprétation masculine : Jérôme Robart dans Le Mari de mon mari (France 2)
- Prix du meilleur espoir féminin : Adeline d'Hermy dans Oblomov (Arte)
- Prix du meilleur espoir masculin : Hubert Delattre dans Zone blanche (France 2)
- Prix du meilleur réalisateur : Thierry Poiraud et Julien Despaux pour Zone blanche (France 2)
- Prix du meilleur scénario : Antoine Lacomblez et Jean-Xavier de Lestrade pour Manon 20 ans (Arte)
- Prix de la meilleure musique originale : Alexandre Lessertisseur pour Manon 20 ans (Arte)
- Prix de la meilleure photographie : Christophe Nuyens pour Zone blanche (France 2)

#### 2018
L'édition 2018 s'est déroulée du 7 au 11 février 2018. Le jury professionnel fiction a décerné les prix suivants :
- Pyrénées d'or de la meilleure fiction unitaire : Le Temps des égarés de Virginie Sauveur (Arte)
- Pyrénées d'or de la meilleure série / mini-série / collection : Fiertés de Philippe Faucon (Arte)
- Pyrénées d’or du meilleur programme court TV : À musée vous, à musée moi de Fabrice Maruca (Arte)
- Prix de la meilleure interprétation féminine : Elsa Lunghini dans Parole contre parole de Didier Bivel (France 2)
- Prix de la meilleure interprétation masculine : Xavier Lemaître dans Un adultère de Philippe Harel (Arte)
- Prix du meilleur espoir féminin : Roxane Arnal dans Un adultère de Philippe Harel (Arte)
- Prix du meilleur espoir masculin : Sébastien Chassagne dans Irresponsable de Stephen Cafiero (OCS)
- Prix du meilleur réalisateur : Stephen Cafiero pour Irresponsable (OCS)
- Prix du meilleur scénario : Gaëlle Bellan pour Le Temps des égarés de Virginie Sauveur (Arte)
- Prix de la meilleure musique originale : Nathaniel Mechaly pour Le Temps des égarés de Virginie Sauveur (Arte)
- Prix de la meilleure photographie : Philippe Piffeteau pour Ben de Akim Isker (France 2)

Le jury professionnel documentaire a décerné le Pyrénées d'or du meilleur documentaire au documentaire réalisé par Ruth Zylberman pour Arte, Les Enfants du 209 rue Saint-Maur, Paris Xe.

#### 2019
L'édition 2019 s'est déroulée du 6 au 10 février 2019. Le jury professionnel fiction a décerné les prix suivants, :
- Pyrénées d'or de la meilleure fiction unitaire : Illégitime de Renaud Bertrand (France 2)
- Pyrénées d'or de la meilleure série : Candice Renoir (France 2)
- Pyrénées d'or de la meilleure mini-série : À l'intérieur (France 2)
- Pyrénées d’or du meilleur programme court TV :
- Prix de la meilleure interprétation féminine : Alix Poisson dans L'Enfant que je n'attendais pas
- Prix de la meilleure interprétation masculine : Thierry Neuvic dans Illégitime
- Prix du meilleur espoir féminin : Nacima Bekhtaoui dans Ronde de nuit (France 3)
- Prix du meilleur espoir masculin : Jules Houplain dans D'un monde à l'autre (France 2)
- Prix du meilleur réalisateur : Nicolas Saada pour Thanksgiving (Arte)
- Prix du meilleur scénario : Maxime Caperan et Thomas Finkielkraut pour Illégitime
- Prix de la meilleure musique originale : Grégoire Hetzel pour Thanksgiving (Arte)
- Prix de la meilleure photographie : Christophe Nuyens et Brecht Goyvaerts pour Zone Blanche (France 2)
- Prix spécial : Guy Marchand
- Prix du public de la fiction unitaire : D'un monde à l'autre (France 2)
- Prix du public de la série : Crimes Parfaits (France 3)
- Prix du public de la mini-série : À l'intérieur (France 2)
- Prix du public de la série digitale fiction : Escape
- Prix du public de la web-série : Jean 2 Mahj la série, Réalisé par Michel Nogara (Shaolin Shadow - YouTube)
- Prix de la série digitale documentaire : Gender Derby réalisé par Camille Ducellier
- Prix de la série digitale fiction : Homoscope réalisé par Margot Bernard
- Prix de la web-série : F++K réalisé par Simon Dubreucq
- Prix du format innovant (Documentaire interactif, Réalité virtuelle / augmentée, Vidéo à 360°…) : Vestige, réalisé par Aaron Bradbury
- Prix des nouveaux talents de la video (Influenceurs, Youtubeurs…) : Axolot de Patrick Baud

### Années 2020

#### 2020
L'édition 2020 s'est déroulée du 5 au 10 février 2020. Le jury professionnel fiction a décerné les prix suivants:
- Pyrénées d'or de la meilleure fiction unitaire : Mauvaise Mère d’Adeline Darraux (France 3)
- Pyrénées d'or de la meilleure série : Amour fou de Mathias Gokalp adapté du roman Tout pour plaire d'Ingrid Desjours (Arte)
- Pyrénées d’or du meilleur documentaire: Incassables de Ketty Rios Palma (France 2)
- Pyrénées d’or de la websérie : Genre humaine d’Amaury Deque
- Prix de la meilleure interprétation féminine : Clotilde Hesme dans Amour fou (Arte)
- Prix de la meilleure interprétation masculine : Yannick Choirat dans Un homme abîmé (France 2)
- Prix du meilleur espoir féminin : Jessyrielle Massengo dans Mauvaise Mère (France 3)
- Prix du meilleur espoir masculin : Maxence Danet-Fauvel et Félix Lefebvre dans Le Diable au cœur (France 2)
- Prix du meilleur réalisateur : Philippe Triboit pour Un homme abîmé (France 2)
- Prix du meilleur scénario : Ingrid Desjours, Florent Meyer et Mathias Gokalp pour Amour fou (Arte)
- Prix de la meilleure musique originale : Nicolas Jorelle pour De l'autre côté (France 2)
- Prix du web documentaire : Inch’allah peut-être de Sophie Vernet (France TV Slash)
- Prix de l’originalité du sujet : Les Damnés : des ouvriers en abattoirs d’Anne-Sophie Reinhardt (France Télévisions)
- Prix de la réalisation montage : Les lycéens, les traîtres et les nazis, de David André (France TV) et Le cavalier mongol de Hamid Sardar (Arte)
- Prix du public de la fiction unitaire : Un homme abîmé de Philippe Triboit (France 2)
- Prix du public du documentaire: Le cavalier mongol de Hamid Sardar (Arte)
- Prix du public de la série digitale fiction : République, le film interactif de Simon Bouisson (France Télévisions)
- Prix du public de la websérie : T.A.C. Troubles absurdes du comportement de Nicolas Capus
- Prix coup de cœur série : Il a déjà tes yeux de Lucien Jean-Baptiste (France 2)
- Coup de cœur fiction unitaire : Apprendre à t’aimer de Stéphanie Pillonca (M6)
- Prix des collégiens websérie : Mitch et Michel de Nicolas Elie
- Prix du public pour la sélection espagnole : La caza - Monteperdido d’Alavaro Ron

#### 2021
L'édition 2021 s'est déroulée du 10 au 14 mars 2021. En raison de la pandémie de Covid-19, le festival se déroule cette année-là en ligne (diffusion des œuvres et débats). Le jury professionnel fiction (présidé par Aïssa Maïga, et où siègent également Charles Berling et François Berléand) a décerné les prix suivants:
- Pyrénées d'or de la meilleure fiction unitaire : Comme des reines de Marion Vernoux (France 2)
- Pyrénées d'or de la meilleure série :
- Pyrénées d’or du meilleur documentaire : Pour ne pas oublier de Nicolas Ducrot
- Pyrénées d’or de la websérie : Résistance
- Prix de la meilleure interprétation féminine : Andréa Furet dans Il est elle de Clément Michel (TF1)
- Prix de la meilleure interprétation masculine : Idir Azougli dans Comme des reines (France 2)
- Prix du meilleur espoir féminin : Sarah Isabelle, Nina Louise et Bintou Ba dans Comme des reines (France 2)
- Prix du meilleur espoir masculin :
- Prix du meilleur réalisateur :
- Prix du meilleur scénario : Catherine Ramberg et Thomas Boullé pour Il est elle de Clément Michel (TF1)
- Prix de la meilleure musique originale : Ronan Maillard pour Les Héritières de Nolwenn Lemesle (Arte)
- Prix du web documentaire :
- Prix de l’originalité du sujet :
- Prix de la réalisation montage :
- Prix du public de la meilleure série : L'Art du crime (France 2)
- Prix du public du documentaire:
- Prix du public de la série digitale fiction : Résistance
- Prix du public de la websérie :
- Prix coup de cœur série :
- Coup de cœur fiction unitaire :
- Prix des collégiens websérie :
- Prix du public pour la sélection espagnole : Inès del alma mia
- Prix du jury presse : Comme des reines (France 2)

#### 2022
L'édition 2022 s'est déroulée du 7 au 13 février 2022. Le jury professionnel fiction (présidé par Coline Serreau, et où siègent également Valérie Karsenti et Marine Delterme) a décerné les prix suivants, :
- Pyrénées d'or de la meilleure fiction unitaire : Deux femmes d'Isabelle Doval (France 2)
- Pyrénées d'or de la meilleure série 52 : Face à face de Julien Zidi
- Pyrénées d’or du meilleur documentaire : L’Odyssée d’Hubble : un œil dans les étoiles de Laurent Lichtenstein
- Prix d'interprétation pour un duo : 
  - Julie de Bona et Julien Boisselier dans Mise à nu de Didier Bivel
  - Odile Vuillemin et Agathe Bonitzer dans Deux femmes d'Isabelle Doval
- Prix du meilleur espoir féminin : Cassiopée Mayance dans Et doucement rallumer les étoiles de Thierry Petit (France 2)
- Prix du meilleur espoir masculin : Samuel Allain Abitbol dans J’irai au bout de mes rêves de Stéphanie Pillonca
- Prix du meilleur réalisateur : Isabelle Doval pour Deux femmes
- Prix du meilleur scénario : Florence Lafond et Éric Piccoli pour Je voudrais qu'on m'efface
- Prix de la meilleure musique originale : Philippe Sarde pour Juliette dans son bain de Jean-Paul Lilienfeld
- Prix du polar : Maman a disparu de François Basset
- Prix du web documentaire : Tiek ça de Anaïs Merad
- Prix du public de la fiction unitaire : Elle m'a sauvée de Ionut Teianu
- Prix du public de la meilleure série : Pandore de Vania Leturcq
- Prix du public du documentaire : Alfred et Lucie Dreyfus, je t’embrasse comme je t’aime de Delphine Morel
- Prix du public de la websérie : Borderline de Jimmy Conchou

#### 2023
L'édition 2023 s'est déroulée du 31 janvier au 5 février 2023. Le jury professionnel fiction (présidé par  Mathilda May, et où siègent également Éléonore Bernheim et Nicolas Gob) a décerné les prix suivants,, :
- Grand prix de la meilleure fiction unitaire : Le Colosse aux pieds d'argile de Stéphanie Murat
- Grand prix de la série : Des gens bien de Matthieu Donck
- Prix de la fiction Francophone Etrangère: Ô Batanga de Alex Ogou
- Prix de la meilleure interprétation féminine : Carole Bianic dans Fille de paysan de Julie Manoukian
- Prix de la meilleure interprétation masculine : Olivier Chantreau dans Le Colosse aux pieds d'argile de Stéphanie Murat
- Pyrénées d'or du meilleur documentaire :
- Prix d'interprétation pour un duo :
- Prix du meilleur espoir féminin :
- Prix du meilleur espoir masculin : Julien Crampon dans Le Village des endormis de Philippe Dajoux
- Prix du meilleur réalisateur : Philippe Dajoux pour Le Village des endormis
- Prix du meilleur scénario : Loïc Belland, Alexis Le Sec et Raphaëlle Desplechin pour Répercussions de Virginie Wagon
- Prix de la meilleure musique originale : Alexandre Lessertisseur pour Le Horla de Marion Desseigne Ravel
- Prix du polar :
- Prix du web documentaire :
- Prix du public de la fiction unitaire : Comme mon fils de Franck Brett
- Prix du public de la meilleure série :
- Prix du public du documentaire :
- Prix du public de la websérie :

#### 2025
L'édition 2025 s'est déroulée du 6 février au 8 février 2025. Le président du jury fiction est Maurice Barthélémy et la présidente du jury documentaire est Audrey Dana,.
- Grand prix de la meilleure fiction unitaire : Haut les cœurs ! d’Antoine Garceau (France 2)
- Grand prix de la série : L'intruse de Shirley Monsarrat (France 2)
- Prix de la meilleure interprétation féminine : Sylvie Testud et Meriem Serbah pour Elles deux de Renaud Bertrand (France 2)
- Prix de la meilleure interprétation masculine : Alexis Rosenstiehl et Max Libert pour Les ailes collées  de Thierry Binisti (France 2)
- Grand prix documentaire : Le garçon de Zabou Breitman et Florent Vassault
- Prix du jury documentaire : Même si tu vas sur la lune de Laurent Rodriguez
- Prix du meilleur réalisateur : Shirley Monsarrat pour L'intruse
- Prix du meilleur scénario : Nathalie Abdelnour et Nathalie Saugeon pour L'intruse
- Prix de la meilleure musique originale : Léa Castel et Yoan Chirescu pour Elles deux
- Prix du public de la fiction unitaire : Haut les cœurs !
- Prix du public du documentaire : La lumière des femmes d’Élise Darblay et Antoine Depeyre (Arte)